# Літавікк
Літавікк (*д/н —бл. 50 до н. е.) — вождь галльського племені едуїв у 50-х роках до н. е.

## Життєпис
Походив зі знатної та впливової родини. Невідомо коли й за яких обставин Літавікк став молодшим вождем серед едуїв. 52 року до н. е. вергобрет (верховний суддя) едуїв Конвіктолітав, що очолив антиримську партію в своєму окрузі, входить у контакт із Літавікком, дізнавшись, що він і його брати теж налаштовані проти Гая Юлія Цезаря й прихильні до арвернів.
Літавікк отримує 10-тисячне військо, яке офіційно повинне допомогти Цезарю придушити повсталих галлів на чолі з Верцингеториксом. Прибувши під Герговію, Літавікк повідомляє своїм людям хибну звістку щодо вбивство Цезарем Епоредорікса і Віридомара. Після цього пропонує атакувати римлян. Літовікк вбиває супроводжуючих його римських громадян, грабує запаси провіанту, які він повинен доставити Цезарю. Але йому не вдається переконати всіх едуїв піти за ним. Тим більше що Епоредорікс і Вірідомар з ненависті до Літавікка попереджають Цезаря про змову. Коли едуї переконуються, що двоє молодих людей живі, вони повертають зброю проти Літавікка, який разом з усіма своїми клієнтами змушений ховатися в Герговії. Його майно та майно його братів конфісковано.
Після поразки Цезаря під Герговією Літавікк зумів знову перетягнути на свій бік військо едуїв. Слідом за цим з усією галльською кавалерією вирушає до едуїв, щоб підняти їх на заколот. Його приймають у Бібракте, де знаходиться і Конвіктолітав. Тут Літавікк з'єднується з Віридомаром. Надалі бере участь у битвах за Новіодум (сучасний Невер) і при Алезії. Вважається померлим або загиблим близько 50 року до н. е.